# 高嶋米峰
高嶋 米峰（高島、たかしま べいほう、1875年1月15日 - 1949年10月25日）は、日本の社会教育家、仏教学者、宗教家。東洋大学第12代学長。号は大圓。聖徳太子奉賛会理事を務め、『聖徳太子正伝』（明治書院）が天皇・皇后・皇太后・皇太子に献上されるなど、皇室とも深い関わりがあった。

## 経歴

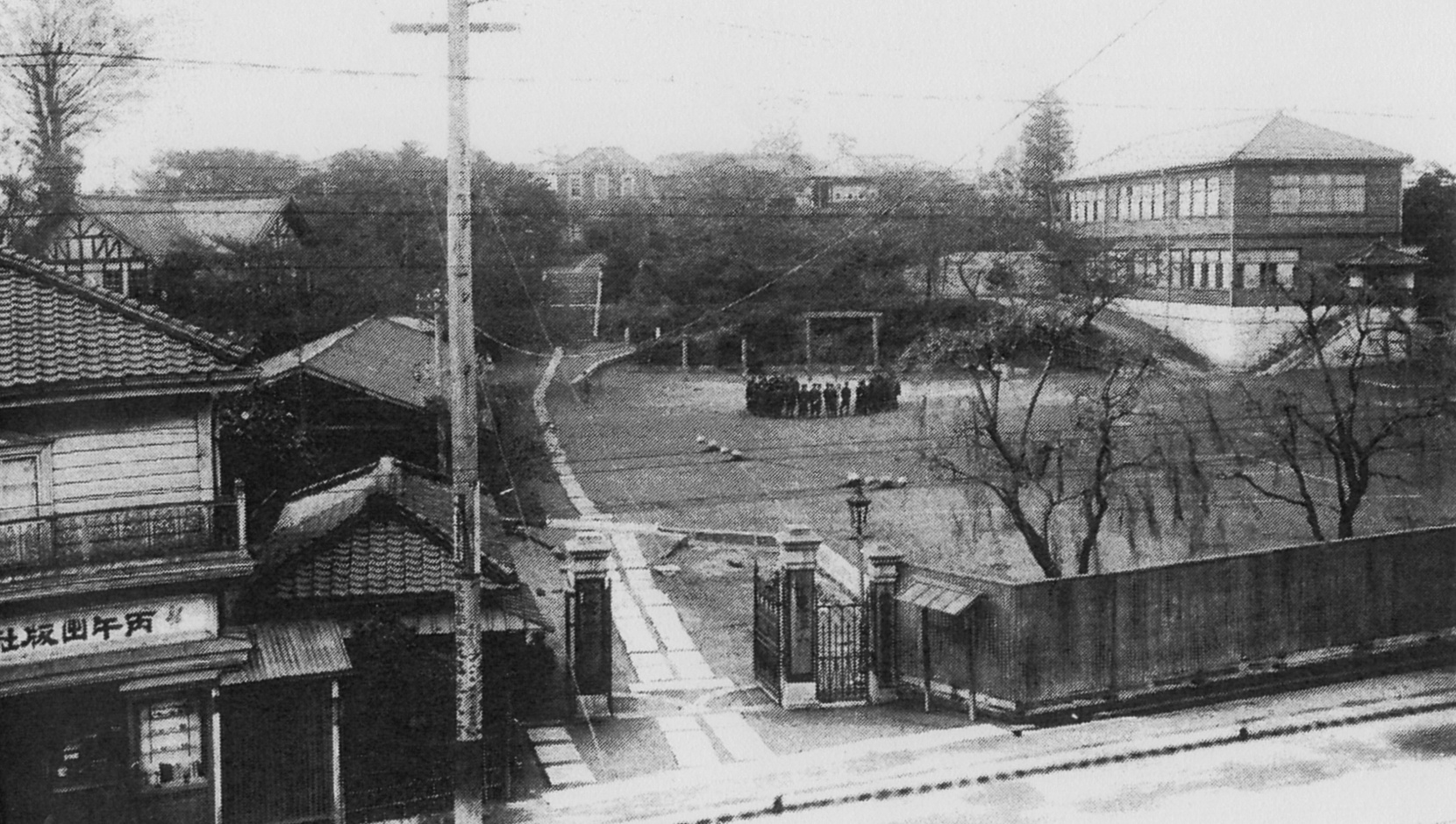
丙午出版社（左下）と東洋大学

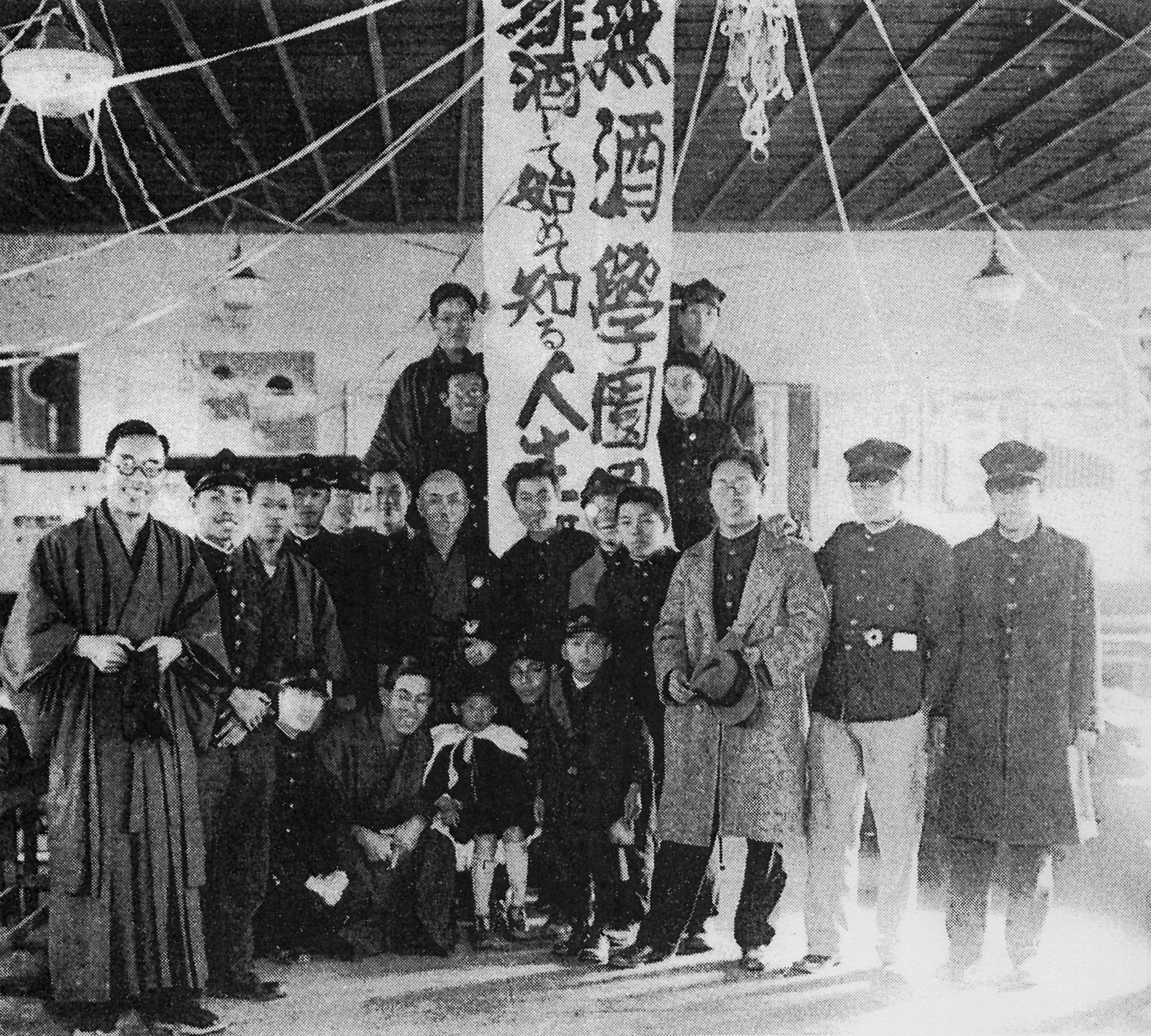
高嶋米峰の呼びかけにより結成された東洋大学排酒同盟

1875年、新潟県中頸城郡竹直村（現在の上越市吉川区）生まれ。高田の興仁教校、西本願寺文学寮を経て1893年（明治26年）に上京して哲学館（後の東洋大学）に入学し、1896年（明治29年）卒業。井上円了の助手となり、『東洋哲学』の編集に従事する。その後『北國新聞』記者、京華尋常中学校講師を経て『中央公論』の評論を担当する。1902年（明治35年）に哲学館が中等教員無試験検定の認可を取り消された際には『中央公論』第十八年第三号に「哲学館事件とは何ぞや」と題する一文を著して文部省の対応を厳しく批判した。
哲学館時代からユニテリアン教会に通う。キリスト教の影響を受け、新仏教運動を提唱し、境野哲、渡辺海旭、加藤玄智、道融玄、田中治六、安藤弘、杉村縦横と新仏教同志会を創立し、禁酒・禁煙・廃娼運動などを展開。機関雑誌として『新仏教』を創刊した。
1901年（明治34年）には小石川原町に鶏声堂書店を開き、さらに丙午出版社を興して多くの哲学・宗教書を出版した。
1926年（大正15年）6月、国際連盟の名の下に、国内で廃娼運動推進の国民委員会が発足。同会の委員に指名される。
1924年（大正13年）から1926年（大正15年）まで東洋大学校友会委員長、1931年（昭和6年）から東洋大学財団維持員を務め、1936年（昭和11年）には東洋大学講師（のち教授）となったが、1938年（昭和13年）10月辞任。1943年（昭和18年）7月東洋大学第12代学長となったが、石原産業鉱山での勤労動員問題により1年半足らずで辞任。
戦時中は日本文学報国会評論随筆部会長であった。
1945年（昭和20年）4月14日未明の空襲で本郷曙町の自宅が焼失したため、三島海雲（カルピス社長）の好意により北多摩郡三鷹町北野のカルピス牧場跡の家に移り住んだ。1949年（昭和24年）10月25日、肝嚢胞のため三鷹の自宅で死去。法名は普済院釈米峰。墓は文京区の真浄寺にある。

## 人物
- 趣味は漢詩[13]。
- 日本禁酒同盟理事を務め、1933年（昭和8年）には自らの肉声を吹き込んだ「禁酒の徳」と題するレコードが発売された[14]。
- 同じく社会教育家として著名であった高島平三郎とは、当時からしばしば混同されることがあった。両者は同時期に東洋大学に関係し、また前後して学長を務めていたためである。両者の関係は良好であったという[15]。

## 受賞・栄典
- 1940年： 紀元二千六百年祝典記念章 - 1940年11月1日[16]

## 家族・親族
- 三男：高嶋雄三郎は文筆家。

## 著書
仏教図書の出版にも尽力し、その著書は60余冊にのぼる。
- 『一休和尚伝』（文明堂、1904年）
- 『理想的商業』（文禄堂、1906年→丙午出版社、1910年）
- 『広長舌』（丙午出版社、1910年）
- 『悪戦』（丙午出版社、1911年）
- 『現代青年論』（丙午出版社、1912年）
- 『噴火口』（丙午出版社、1913年）
- 『店頭禅』（日月社、1914年）
- 『廿歳前後主義』（丙午出版社、1916年）
- 『仏説四十二章経講話』（丙午出版社、1918年）
- 『仏心鬼語』（丙午出版社、1918年）
- 『四十二章経講話』（丙午出版社、1919年）
- 『聖徳太子と逆臣馬子』（丙午出版社、1920年）
- 『遺教経講話』（丙午出版社、1921年→明治書院、1934年→学風書院、1957年）
- 『十七条憲法略解』（聖徳太子一千三百年御忌奉賛会、1921年）
- 『横眼で睨んだ人生』（丙午出版社、1923年）
- 『人生小観』（丙午出版社、1926年）
- 『女』（中外出版、1926年）
- 『婦人問題及婦人運動』（大東出版社、1927年）
- 『宗教と人生』（帝国教育会出版部、1929年）
- 『米峰曰はく』（丙午出版社、1930年）
- 『本願寺物語』（実業之日本社、1931年→増田貞三編、学風書院、1957年）
- 『物の力心の力』（実業之日本社、1934年）
- 『信ずる力』（明治書院、1936年）
- 『同し方向へ』（明治書院、1937年）
- 『仏法と世法』（春潮社、1938年）
- 『人 - 現代五十人物を語る 随筆』（大東出版社、1939年）
- 『権兵衛と烏』（高山書院、1940年）
- 『聖徳太子』（潮文閣、1942年）
- 『処世と青年』（潮文閣、1944年）
- 『心の糧』（金尾文淵堂、1946年）
- 『仏教の全貌』（竜行社、1948年）
- 『聖徳太子正伝』（明治書院、1948年）
- 『仏教とはどんなものか』（学風書院、1955年）
- 『修養四十日』（学風書院、1956年）
- 『仏教入門』（学風書院、1956年）
- 『毎日の修養』（増田貞三編、学風書院、1957年）
- 『仏教の全貌』（学風書院、1957年）
- 『高嶋米峰自叙伝・米峰回顧談-続高嶋米峰自叙伝 - 伝記・高嶋米峰』（学風書院、1950年→大空社、1993年）

### 共著
- 『東洋史』（丸井圭治郎との共著、文武堂、1905年）
- 『般若心経講話』（清泉芳巌との共著、丙午出版社、1932年）
- 『母の宗教』（溝口白羊との共著、婦女界社、1941年）

### 編書
- 『華厳五教章講話』（丙午出版社、1927年）

### 選集
- 『高島米峰氏大演説集』（大日本雄弁会編、1927年）
- 『精神文化全集 高嶋米峰選集』10（潮文閣、1942年）

### 論文
- CiNii>高嶋米峰
- INBUDS>高嶋米峰

## 関係文献
- CiNii>高嶋米峰
- 『高嶋米峰』（高嶋米峰没後五〇年記念顕彰書籍刊行会編、ピーマンハウス、2000年）
- 東洋大学『東洋大学創立五十年史』東洋大学、1937年。doi:10.11501/1441580。 NCID BN05738471。NDLJP:1441580。
- 東洋大学『通史編Ⅰ』東洋大学創立百年史編纂委員会東洋大学井上円了記念学術センター、1993年9月。